# Tanymecosticta jejuna
Tanymecosticta jejuna – gatunek ważki z rodziny Isostictidae.